# Auburn Hills
Auburn Hills es una localidad estadounidense del estado de Míchigan, en el Condado de Oakland, unos 40 km al norte del centro de la ciudad de Detroit. En el censo del año 2000 contaba con una población de 19.837 habitantes. Auburn Hills se estableció como ciudad en 1983, hasta entonces había pertenecido al antiguo Pontiac Township. Forma parte del área metropolitana de Detroit.
En Auburn Hills se encuentra la sede central de Chrysler Auburn Hills, el Museo Walter P. Chrysler, la sede de la compañía BorgWarner y el pabellón de baloncesto The Palace of Auburn Hills, antigua sede de 1988 a 2017 del equipo de la NBA Detroit Pistons.

## Historia
Auburn Hills se fundó como pueblo con el nombre de Auburn en 1821, a la orilla del río Clinton. El nombre se lo dio Aaron Webster, el primer colono, en referencia a Auburn, Nueva York. Su aserradero y su fábrica de molienda atrajo a muchos colonos a Auburn. Tras el establecimiento de las calles, en 1826, Auburn rivalizó con la vecina localidad de Pontiac, hasta los años 1860, cuando comenzó a perder su prosperidad. El pueblo fue renombrado como Amy en 1880, para pasar a ser Auburn Heights oficialmente en 1919. El área al norte era Pontiac Township, que tenía frontera con la ciudad de Pontiac por dos lados.
En 1908, el empresario pionero en automóviles John Dodge (fundador de la compañía Dodge) compró una granja tres millas al noreste de Auburn Heights, para ser usada como casa de campo. Su hijo mayor, Winifred Dodge, se casó con la baronesa Wesson Seyburn, quien construyó su propia casa de campo dos millas y media al norte de Auburn Heights. La finca incluía un área de caza, perreras, una piscina, establos de caballos y una casa de estilo colonial de 5000 pies cuadrados. Pontiac Township compró la finca en 1976, adapatando las instalaciones para uso público. En la actualidad se trata del Centro Cívico de Auburn Hills.
Pontiac Township y Auburn Heights formaron en 1983 la Ciudad de Auburn Hills. La primera mención al término de "Auburn Hills" es de 1964, por el Oakland Community College. Pusieron dicho nombre a su campus (antigua base del Cohete Nike) por el nombre del pueblo y por las elevaciones del terrero (hill significa colina en inglés). Otras dos universidades, Oakland University y Baker College, tienen un campus dentro de los límites de la ciudad.
Auburn Hills sigue más o menos el curso de la autopista Interestatal 75, y es sede de una próspera comunidad de negocios. A principio de los años 1980 la Universidad de Oakland se asoció con investigadores para crear un parque tecnológico y de investigación, en un terrero sin uso que poseía. El Parque Tecnológico de Oakland se inauguró en 1985, con presencia de empresas multinacionales como Comerica, Electronic Data Systems y Daimler AG. En la actualidad trabajan unas 80.000 personas diariamente en Auburn Hills.

## Educación
El Distrito Escolar de Pontiac sirve una sección de la ciudad.